# Orden de San Huberto
Gerardo VII, duque de Jülich-Cléveris-Berg, para celebrar sus victorias instituyó el año 1444 la Orden caballeresca de San Huberto. 
Su divisa era una cruz de oro empastada y esmaltada de azul, ornada con doce diamantes y ocho perlas finas y aspada con cinco radios de oro rectos y en forma de culebra, alternando: en su centro había un óvalo de oro volcado con la efigie del Santo Patrono, San Huberto, muerto siendo obispo de Lieja, con el mote: In fidelitas firmiter. 
Esta orden se extinguió en 1489 pero en 1708 el elector palatino Juan Guillermo de Neoburgo, duque de Jülich, la restableció siendo su divisa una cruz de oro de ocho puntas pometada y esmaltada de blanco, sembrada de llamas de oro, orlada y angulada con radios del mismo metal. En el centro del anverso un medallón de esmalte rojo con un globo de oro centrado y cruzado, superado de una cruz y el mote: In memorian recuperata dignitatis avita 1708. La cinta, roja con filetes verdes. La placa es de radios de plata cargada con la cruz de la orden y en su centro un medallón de esmalte encarnado, orlado de oro y el mote.

## Grandes maestres
- Duque Gerardo VII de Jülich-Berg (1445–1475)
- Duque Guillermo IV de Jülich-Berg (1475–1511)
- Duque Juan III de Jülich-Cléveris-Berg (1511–1538)
- Duque Guillermo de Jülich-Cléveris-Berg (1538–1592)
- Duque Juan Guillermo de Jülich-Cléveris-Berg (1592–1609)
- (Orden no utilizada hasta su reinstalación en 1708)
- Elector Juan Guillermo del Palatinado (1708–1716)
- Elector Carlos III Felipe de Neoburgo (1716–1742)
- Elector Carlos Teodoro del Palatinado y Baviera (1742–1799)
- Rey Maximiliano I de Baviera (1799–1825)
- Rey Luis I de Baviera (1825–1848)
- Rey Maximiliano II de Baviera (1848–1864)
- Rey Luis II de Baviera (1864–1886)
- Rey Otón I de Baviera (1886–1916)
- Rey Luis III de Baviera (1916–1921)
- Príncipe heredero Ruperto de Baviera (1921–1955)
- Duque Alberto de Baviera (1955–1996)
- Duque Francisco de Baviera (1996–presente)